# Internationale Filmfestspiele Berlin 1985
Die Internationalen Filmfestspiele Berlin 1985 fanden vom 15. Februar bis zum 26. Februar 1985 statt.

## Wettbewerb
In diesem Jahr wurden im Wettbewerb folgende Filme gezeigt:
| Filmtitel                          | Regisseur         | Produktionsland                     | Darsteller (Auswahl)                                                   |
| Blüten, Blumen, Kränze             | László Lugossy    | Ungarn                              | György Cserhalmi, Grażyna Szapołowska                                  |
| Falsche Welt                       | Ian Pringle       | Australien                          |                                                                        |
| Flucht zu dritt                    | Gillian Armstrong | USA                                 | Diane Keaton, Mel Gibson, Matthew Modine                               |
| Die Frau und der Fremde            | Rainer Simon      | DDR                                 |                                                                        |
| Gefahr im Verzug                   | Michel Deville    | Frankreich                          | Anémone, Richard Bohringer, Nicole Garcia, Christophe Malavoy          |
| Gleißende Sonne                    | Myung-Joong Hah   | Südkorea                            |                                                                        |
| Les Enfants – Die Kinder           | Marguerite Duras  | Frankreich                          | Axel Bogousslavsky, Martine Chevallier, Daniel Gélin, Tatiana Moukhine |
| Die Herzensbrecher                 | Bobby Roth        | USA                                 | Peter Coyote                                                           |
| Maria und Joseph                   | Jean-Luc Godard   | Frankreich, Schweiz, Großbritannien | Myriem Roussel                                                         |
| Morenga                            | Egon Günther      | Deutschland                         | Jacques Breuer, Edwin Noël, Jürgen Holtz                               |
| Nach der Finsternis                | Sergio Guerraz    | Schweiz                             | John Hurt, Julian Sands, Victoria Abril                                |
| Der Nachkomme des Schneeleoparden  | Tolomusch Okejew  | Sowjetunion                         |                                                                        |
| Die Nacht des smaragdgrünen Mondes | Václav Matejka    | Tschechoslowakei                    |                                                                        |
| New York Connection                | Damiano Damiani   | Italien                             | Michele Placido                                                        |
| 1919                               | Hugh Brody        | Großbritannien                      | Paul Scofield, Maria Schell, Frank Finlay                              |
| Ein Platz im Herzen                | Robert Benton     | USA                                 | Sally Field, Lindsay Crouse, Ed Harris, John Malkovich                 |
| Die Praxis der Liebe               | Valie Export      | Deutschland, Österreich             | Adelheid Arndt, Rüdiger Vogler                                         |
| Der Ringkämpfer                    | Zeki Ökten        | Türkei                              |                                                                        |
| Ronja Räubertochter                | Tage Danielsson   | Schweden                            | Hanna Zetterberg, Dan Håfström, Per Oscarsson                          |
| Rückkehr in den Tod                | Oscar Barney Finn | Argentinien                         |                                                                        |
| Die Seburi-Erzählung               | Sadao Nakajima    | Japan                               | Kenichi Hagiwara                                                       |
| Stico                              | Jaime de Armiñán  | Spanien                             | Fernando Fernán Gómez                                                  |
| Tarnen und Täuschen                | Nikos Perakis     | Griechenland                        |                                                                        |
| Der Tod des weißen Pferdes         | Christian Ziewer  | Deutschland                         | Udo Samel, Angela Schanelec, Dietmar Schönherr, Ulrich Wildgruber      |
| Wetherby                           | David Hare        | Großbritannien                      | Vanessa Redgrave, Ian Holm, Judi Dench, Stuart Wilson                  |

## Internationale Jury
Jurypräsident war in diesem Jahr der französische Schauspieler Jean Marais. Weitere Jury-Mitglieder: Regimantas Adomaitis (UdSSR), Sheila Benson (USA), Wolfgang Kohlhaase (Deutsche Demokratische Republik), Onat Kutlar (Türkei), Luis Megino (Spanien), Ingrid Scheib-Rothbart (Deutschland), Chris Sievernich (Deutschland), Alberto Sordi (Italien), Max von Sydow (Schweden) und István Szabó (Ungarn).

## Preisträger
- Goldener Bär: Die Frau und der Fremde sowie Wetherby
- Silberne Bären:
  - Blüten, Blumen, Kränze (Spezialpreis der Jury)
  - Robert Benton (beste Regie)
  - Jo Kennedy in Falsche Welt (beste Darstellerin)
  - Fernando Fernán Gómez in Stico (bester Darsteller)
  - Tolomusch Okejew für die künstlerische Gestaltung seines Films
  - Ronja Räubertochter (für einen Film von besonderer Phantasie)

## Weitere Preise
- FIPRESCI-Preis (Wettbewerb): Tokyo saiban von Masaki Kobayashi (der Film lief außer Konkurrenz im Wettbewerb)
- FIPRESCI-Preis (Forum): Cabra Marcado Para Morrer von Eduardo Coutinho und Secret Honor – Die geheime Ehre des Präsidenten von Robert Altman
- Interfilm Award – Otto-Dibelius-Preis (Wettbewerb): Maria und Joseph von Jean-Luc Godard
- Interfilm Award – Otto-Dibelius-Preis (Forum): Die Kümmeltürkin geht von Jeanine Meerapfel
- UNICEF-Preis (Kinderfilmfest): Buster, der Zauberer von Bille August
- Preis der Leserjury der Berliner Morgenpost: Ronja Räubertochter von Tage Danielsson

## Außer Konkurrenz
Außerhalb des Wettbewerbes erlebten folgende Film auf dieser Berlinale ihre Deutschland-Premiere:
- 2010 – Das Jahr, in dem wir Kontakt aufnehmen – Regie: Peter Hyams
- Brazil – Regie: Terry Gilliam
- Die Grünstein-Variante – Regie: Bernhard Wicki
- Niemanns Zeit – Ein Deutscher Heimatfilm – Regie: Horst Kurnitzky, Marion Schmid